# Heliotropium limbatum
Heliotropium limbatum är en strävbladig växtart som beskrevs av George Bentham. Heliotropium limbatum ingår i Heliotropsläktet som ingår i familjen strävbladiga växter. Inga underarter finns listade i Catalogue of Life.